# Campeonato Europeu de Beisebol de 1958
O Campeonato Europeu de Beisebol de 1958 foi a 5º edição do principal torneio entre seleções nacionais de beisebol da Europa. A campeã foi a Seleção Neerlandesa de Beisebol, que conquistou seu 3º título na história da competição. O torneio foi sediado nos Países Baixos.